# منتهى الفرح (فلم)
منتهى الفرح فيلم غنائي مصري من إنتاج سنة 1963.
اعتمد الفيلم على عدد كبير من نجوم الغناء (وكان المخرج قد طبق سابقاً هذه الفكرة في فيلم القاهرة في الليل في نفس العام)، ومن أولئك النجوم من اشترك بالغناء فقط مثل محمد عبد الوهاب، وفريد الأطرش، وظهر هؤلاء بشخصيتهم الحقيقية، وكما ظهرت صباح، ونجوى فؤاد بشخصياتهن الحقيقية. ومن الذين شاركوا بالغناء ثلاثي أضواء المسرح، سمير غانم، والضيف أحمد، وجورج سيدهم.

## قصة الفيلم
عاد مجموعة من الجنود المصريين من حرب اليمن، وكان أحدهم واسمه منعم (حسن يوسف) خاطباً، ووعدهم بليلة عرس جميلة. وكان الشيخ حسن (أمين الهنيدي) أحد المترددين على قهوة المعلم عبده والد نادية (مها صبري) خطيبة منعم. يدّعي الشيخ حسن أنه على علاقة بالفنانين الكبار، وأنه سيحضر عبد الوهاب وأم كلثوم في حفل الزفاف.
عندما ذهبت نادية إلى نجوى فؤاد (والتي ادعى الشيخ حسن معرفته بها)، اكتشفت منها أنها لا تعرفه، لكن نجوى فؤاد قررت الذهاب إلى الحفل إكراماً للجنود العائدين. أما الشيخ حسن فقد ذهب إلى من استطاع من الفنانين، واستقبلوه جيداً، ثم عاد يائساً من مجيئهم يشرب الخمر. لكن الحفل حضرته صباح، واختتمه عبد الوهاب.

## أغاني الفيلم
| الأغنية     | المؤلف         | الملحن             | المغني             |
| ----------- | -------------- | ------------------ | ------------------ |
| هان الود    | أحمد رامي      | محمد عبد الوهاب    | محمد عبد الوهاب    |
| حبيب حياتنا | حسين السيد     | فريد الأطرش        | فريد الأطرش        |
| علم العروبة | ...            | فريد الأطرش        | فريد الأطرش        |
| شجرة ورد    | حيرم الغمراوي  | محمد الموجي        | شادية              |
| جانا الفرح  | مرسي جميل عزيز | محمد الموجي        | مها صبري           |
| سلام مربع   | حسين السيد     | محمد الموجي        | صباح               |
| الأولة      | حسين السيد     | عبد الوهاب الدكالي | عبد الوهاب الدكالي |

## روابط خارجية
- مقالات تستعمل روابط فنية بلا صلة مع ويكي بيانات